# Liste der Biografien/Siq
Liste der Biografien |
Portal Biografien |
Personensuche
# |
A |
B |
C |
D |
E |
F |
G |
H |
I |
J |
K |
L |
M |
N |
O |
P |
Q |
R |
S |
T |
U |
V |
W |
X |
Y |
Z |
?
 
Sa |
Sb |
Sc |
Sd |
Se |
Sf |
Sg |
Sh |
Si |
Sj |
Sk |
Sl |
Sm |
Sn |
So |
Sp |
Sq |
Sr |
Ss |
St |
Su |
Sv |
Sw |
Sy |
Sz
 
Sia |
Sib |
Sic |
Sid |
Sie |
Sif |
Sig |
Sih |
Sii |
Sij |
Sik |
Sil |
Sim |
Sin |
Sio |
Sip |
Siq |
Sir |
Sis |
Sit |
Siu |
Siv |
Siw |
Six |
Siy |
Siz
Die Liste der Biografien führt alle Personen auf, die in der deutschsprachigen Wikipedia einen Artikel haben. Dieses ist eine Teilliste mit 12 Einträgen von Personen, deren Namen mit den Buchstaben „Siq“ beginnt.

## Siq

### Siqu
- Siquans, Agnethe (* 1971), österreichische Theologin
- Siqueira, Aldnei (* 1964), brasilianischer Kommunalpolitiker des Partido Social Democrático im Bundesstaat Paraná
- Siqueira, Antônio Maria Alves de (1906–1993), brasilianischer Geistlicher, Erzbischof von Campinas
- Siqueira, Baptista (1906–1992), brasilianischer Musikwissenschaftler und Komponist
- Siqueira, Dirceu (1929–1999), brasilianischer Fußballspieler
- Siqueira, Guilherme (* 1986), brasilianischer Fußballspieler
- Siqueira, José de Lima (1907–1985), brasilianischer Dirigent und Komponist
- Siqueira, Octavio (* 1987), uruguayischer Fußballspieler
- Siqueira, Ramon de Araújo (* 1998), brasilianischer Fußballspieler
- Siqueira-Barras, Henry (* 1985), schweizerisch-brasilianischer Fussballspieler
- Siquet, Hugo (* 2002), belgischer Fußballspieler
- Siquet, Louis (* 1946), belgischer Politiker (SP)